# Coriano
Coriano är en ort och kommun i provinsen Rimini i regionen Emilia-Romagna i Italien. Kommunen hade 10 595 invånare (2018).